# Évenos
Évenos é uma comuna francesa na região administrativa da Provença-Alpes-Costa Azul, no departamento de Var. Estende-se por uma área de 41,95 km². Em 2010 a comuna tinha 2 474 habitantes (densidade: 59 hab./km²).